# 치악산 (영화)
《치악산》은 2023년에 개봉한 대한민국의 영화이다.

## 줄거리
산악바이크 동호회 '산자'의 리더 민준과 팀원들은 라이딩 영상을 촬영하기 위해 치악산으로 향한다. 아버지의 산장에서 묵었던 민준의 사촌 현지는 현지의 아버지가 치악산에서 40년 전 사라졌다는 사실을 알게 되고, 그날 밤부터 양배, 수아.이태환 등 모두에게 이상한 일들이 벌어진다

## 캐스팅
- 윤균상 : 이민준 역
- 김예원 : 현지 역
- 이태환 : 정이삭 역
- 배그린 : 최수아 역
- 연제욱 : 조양배 역

## 논란
치악산의 개봉을 앞두고 치악산의 동네주민들이 영화 제목을 바꿔달라는 요청과 영화 단어를 바꿔달라는 요청이 있었다. 2018년 영화인 곤지암도 마찬가지다